# Gotthilf Magnus Liljeberg
Gotthilf Magnus Liljeberg, född 14 september 1852 i Karlskrona, Blekinge län, död 2 december 1919 i Karlskrona, Blekinge län, var en svensk orgelbyggare, snickare och instrumentmakare. Han var orgelbyggarelev hos sin morbror Andreas Åbergh, som arbetade som orgelbyggare.

## Biografi
Gotthilf Magnus Liljeberg föddes 14 september 1852 i Karlskrona. Han var son till snickarmästaren Magnus Liljeberg och Elna Jönsson. Liljeberg flyttade 1873 till Tjustorp i Hjorsberga socken och blev orgelbyggareelev hosorgelbyggaren Andreas Åbergh. Han flyttade med honom till Karlskrona år 1874. De bosattes sig hos Liljebergs föräldrar på 2:a kvarteret nummer 92. Fader Magnus Liljeberg avlider 1878 och hans mamma blir ägare för huset.
Omkring 1881 började han att arbeta som självständig snickare och orgelbyggare. Modern Elna Liljeberg avled 1909 och systern Ebba Liljeberg (1854–1934) tar över fastigheten. Liljeberg avled 2 december 1919 i Karlskrona. Systern ärvde samtliga saker efter hans död, bouppteckningen skedde den 26 maj 1920.

## Orglar
| År   | Ursprunglig kyrka          | Stift | Bild | Manualer | Pedal        | Stämmor | Fasad  | Övrigt |
| ---- | -------------------------- | ----- | ---- | -------- | ------------ | ------- | ------ | --- |
| 1875 | Edestads kyrka             | Lunds |      |          |              | 8       | Nej/Ja | Byggdes tillsammans med Andreas Åbergh. Orgeln omändrades 1933 av A Mårtenssons Orgelfabrik AB, Lund. En ny orgel byggdes 1970 av Frederiksborgs Orgelbyggeri, Hilleröd, Danmark. |
| 1894 | Emanuelskyrkan, Karlskrona | Lunds |      | 1        | Självständig | 5       | Ja/Ja  | [ 14 ] |
| 1898 | Matteröds kyrka            | Lunds |      |          |              | 8       | Nej/Ja | En ny orgel byggdes 1961 av Olof Hammarberg, Göteborg. |

## Medarbetare
- Erland Landström (född 1843). Han var mellan 1878 och 1883 bildhuggare hos Liljeberg.[7]
- Rudolf Larsson (född 1862). Han var mellan 1879 och 1882 lärling hos Liljeberg.[7]
- Carl Peter Nilsson (född 1861). Han var mellan 1880 och 1886 lärling hos Liljeberg.[7]
- Carl August Larsson (född 1856). Han var mellan 1874 och 1881 lärling hos Liljeberg.[7]
- Carl Gustaf Carlsson (född 1862). Han var mellan 1877 och 1883 lärling hos Liljeberg.[7]
- Emil Theodor Mouiberg (född 1845). Han var mellan 1881 och 1882 gesäll hos Liljeberg.[7]
- Johan Oskar Jonasson Holmqvist (född 1862). Han var mellan 1883 och 1884 gesäll hos Liljeberg.[7]
- Gustaf Wilhelm Carlsson (född 1864). Han var mellan 1882 och 1884 lärling hos Liljeberg.[7]
- Per August Carlsson (född 1864). Han var mellan 1883 och 1884 lärling hos Liljeberg.[7]
- Alexander Pettersson (1865–1900). Han var mellan 1884 och 1900 lärling och senare orgelbyggargesäll hos Liljeberg.[7][8][9]
- Albin Dufvander (född 1864). Han var mellan 1884 och 1889 gesäll hos Liljeberg.[7]